# Bunter
Bunter is een bestuurslaag in het regentschap Ciamis van de provincie West-Java, Indonesië. Bunter telt 4795 inwoners (volkstelling 2010).